# Green Lantern : Le Complot
Pour les articles homonymes, voir Green Lantern (homonymie).
Pour plus de détails, voir Fiche technique et Distribution.
Green Lantern : Le Complot (Green Lantern: First Flight) est un film d'animation américain réalisé par Lauren Montgomery, sorti directement en vidéo en 2009, 5e film de la collection DC Universe Animated Original Movies.
Le film est une histoire originale présentant les débuts du Green Lantern Hal Jordan avec son mentor Sinestro.

## Synopsis
Hal Jordan intègre le Green Lantern Corps et est placé sous la responsabilité de l'officier supérieur Sinestro. Hal Jordan va découvrir que son mentor fait partie d'une conspiration visant à démanteler le Green Lantern Corps.

## Fiche technique
- Titre original : Green Lantern: First Flight
- Titre français : Green Lantern : Le Complot
- Réalisation : Lauren Montgomery
- Scénario : Alan Burnett, d'après les personnages de DC Comics
- Musique : Robert J. Kral
- Direction artistique du doublage original : Andrea Romano
- Son : George Brooks, Robert Hargreaves, Mark Keatts
- Montage : Rob Desales
- Animation : Taichi Furumata, Takahisa Ichikawa, Hiroshi Kanazawa, Hiroaki Noguchi, Koichi Suenaga
- Production : Bobbie Page et Bruce Timm
  - Coproduction : Alan Burnett et Linda Steiner
  - Production déléguée : Sam Register
- Sociétés de production : Warner Bros. Animation et DC Comics
- Société de distribution : Warner Premiere
- Pays de production :  États-Unis
- Langue originale : anglais
- Genre : animation, super-héros
- Durée : 77 minutes
- Dates de sortie :
  - États-Unis : 28 juillet 2009
  - France : 7 août 2011 (Diffusion TV)[1]
- Classification : PG-13 (interdit -13 ans) aux États-Unis

 Sauf indication contraire, les informations mentionnées dans cette section peuvent être confirmées par la base de données cinématographiques IMDb,  présente dans la section « Liens externes ».

## Distribution

### Voix originales
- Christopher Meloni : Hal Jordan / Green Lantern
- Victor Garber : Sinestro
- Tricia Helfer : Boodikka
- Michael Madsen : Kilowog
- John Larroquette : Tomar Re
- Kurtwood Smith : Kanjar Ro
- Larry Drake : Ganthet
- William Schallert : Appa Ali Apsa
- Malachi Throne : Ranakar
- Olivia d'Abo : Carol Ferris
- Richard Green : Cuch
- Juliet Landau : Labella
- David L. Lander : Ch'p
- Richard McGonagle : Abin Sur
- Rob Paulsen : Les Armuriers
- Kath Soucie : Arisia Rrab
- Bruce Timm : Bug Boy

### Voix françaises
- Paul Borne : Hal Jordan / Green Lantern
- Vincent Ropion : Sinestro
- Barbara Beretta : Boodikka, Labella
- Marc Alfos : Kilowog, Ganthet, Cuch
- Marc Perez : Tomar Re, Ch'p, Abin Sur
- Thierry Murzeau : Kanjar Ro, Ranakar
- Jean-Claude Donda : Appa Ali Apsa, Les Armuriers
- Edwige Lemoine : Carol Ferris, Arisia Rrab
- Michel Vigné : le lieutenant

Société de doublage VF : Dubbing Brothers, adaptation VF : Philippe Berdah, direction artistique VF : Céline Krief
 Source : voix originales et françaises sur Latourdesheros.com.

## Accueil
Le film est sorti directement sur le marché vidéo. Les ventes de DVD et de disque Blu-ray ont rapporté plus de 8 000 000 $ aux États-Unis.
Il obtient 50 % de critiques positives, avec une note moyenne de 5,6/10 et sur la base de 6 critiques collectées, sur le site Rotten Tomatoes.